# 徐瑞云
徐瑞云（拼音：Xú Ruìyún，1915年6月15日—1969年1月），生于上海，中国数学家。徐瑞云先后毕业于浙江大学和慕尼黑大学，研究方向为函数论，是中国第一位女数学博士。

## 生平
1915年6月15日，徐瑞云在上海出生。她祖籍浙江省慈谿縣，父亲徐嘉礼是从事针织袜业的实业家，母亲是虔诚的佛教徒。徐瑞云排行第6，是家中受人疼爱的小女儿。
1927年2月，徐瑞云考入上海公立务本女子中学。1932年，她高中毕业。因徐瑞云自小就非常喜欢数学这一科目，而且长大以后想当个老师，于是在同年9月，她了报考国立浙江大学数学系。其导师有钱宝琮、陈建功和苏步青。相比之下，当时国内大部分女学生最多只读到高中学历。1936年7月，她以优异成绩毕业毕业于浙江大学，并留校任数学系助教。
1937年2月，徐瑞云与浙江大学生物学系助教江希明结婚。
1937年5月，夫妇二人获得亨伯特奖学金，留学德国。徐瑞云主要研究领域在三角级数论。当时她的博士导师卡拉西奥多里因为自己年纪比较大，本来不想再带学生。但他看徐学习刻苦，成绩又好，就收她当弟子。徐瑞云也是他的最后一个弟子(即关门弟子)。1940年底，徐瑞云获得博士学位，她是中国历史上首位女数学博士。1941年，其博士论文《关于勒贝格分解中奇异函数的傅里叶展开》发表在德国《数学时报》上。
1941年4月，徐瑞云回国，被聘为浙江大学副教授。1952年院系调整后，她任浙江大学数学教研组组长。1953年，她调任浙江师范学院（今杭州大学）数学系主任。她担任过浙江省数学会理事、理事长，浙江省科学技术普及协会第一、二届委员会委员；浙江省科学技术协会第一、二届委员会委员等职。她也曾是浙江省人民代表大会代表。徐瑞云从事分析数学的研究，特别擅长于三角级数论。
1969年1月，徐瑞云因不堪文革期间所遭受的迫害而自杀身亡，終年53歲。

## 著作
- 《实变函数论》（译著，苏联学者那汤松著，1955年高等教育出版社出版）